# Cytodiplospora tiliae
Cytodiplospora tiliae är en svampart som beskrevs av Oudem. 1902. Cytodiplospora tiliae ingår i släktet Cytodiplospora och familjen Gnomoniaceae.   Inga underarter finns listade i Catalogue of Life.